# Robert Forget
Robert Forget, född 15 januari 1955, död 20 december 2005, var en friidrottare från Kanada. Han deltog vid olympiska sommarspelen 1976.